# Koninklijk Atheneum Zottegem
Het Koninklijk Atheneum Zottegem (KAZ) of GO! atheneum Zottegem in de Belgische provinciestad Zottegem is een school van het gemeenschapsonderwijs met een kleuter-, basis- en middelbare afdeling. De school ligt aan de Meerlaan in Strijpen, deelgemeente van Zottegem. Het atheneum telt ongeveer 1200 leerlingen en biedt zowel algemeen als technisch secundair onderwijs aan.

## Algemeen
De school bestaat uit: het Koninklijk Atheneum ‘Graaf van Egmont’ (met een 6-jarige cyclus aso en tso) en twee basis- en kleuterscholen (campus Bevegem en campus Centrum). Het koninklijk atheneum maakt deel uit van scholengroep 20 van het gemeenschapsonderwijs regio Zottegem – Geraardsbergen – Herzele – Brakel.

## Geschiedenis
In 1946 werd in Zottegem een Rijksmiddelbare school opgericht voor zowel jongens als meisjes. In 1952 studeerden de eerste humaniorastudenten af. De eerste jaren werd onderwijs aangeboden in de gebouwen van de voormalige gemeentelijke Nijverheidsschool. Die gebouwen werden al vlug te klein en in 1950 werd begonnen met de bouw van de huidige school in de Meerlaan. Tot vandaag neemt het aantal leerlingen stelselmatig toe. In 2014 werd begonnen met de bouw van een nieuwe vleugel; de nieuwbouw werd in 2015 geopend. In 2021 werd een tweede nieuwbouw geopend naar ontwerp van de Deense designstudio Rosan Bosch. Op 27 augustus 2021 werd de nieuwbouw plechtig geopend in aanwezigheid van premier Alexander De Croo en Vlaams minister Matthias Diependaele. Op 7 september 2021 bezocht koningin Mathilde het nieuwe schoolgebouw.

## Bekende leerlingen

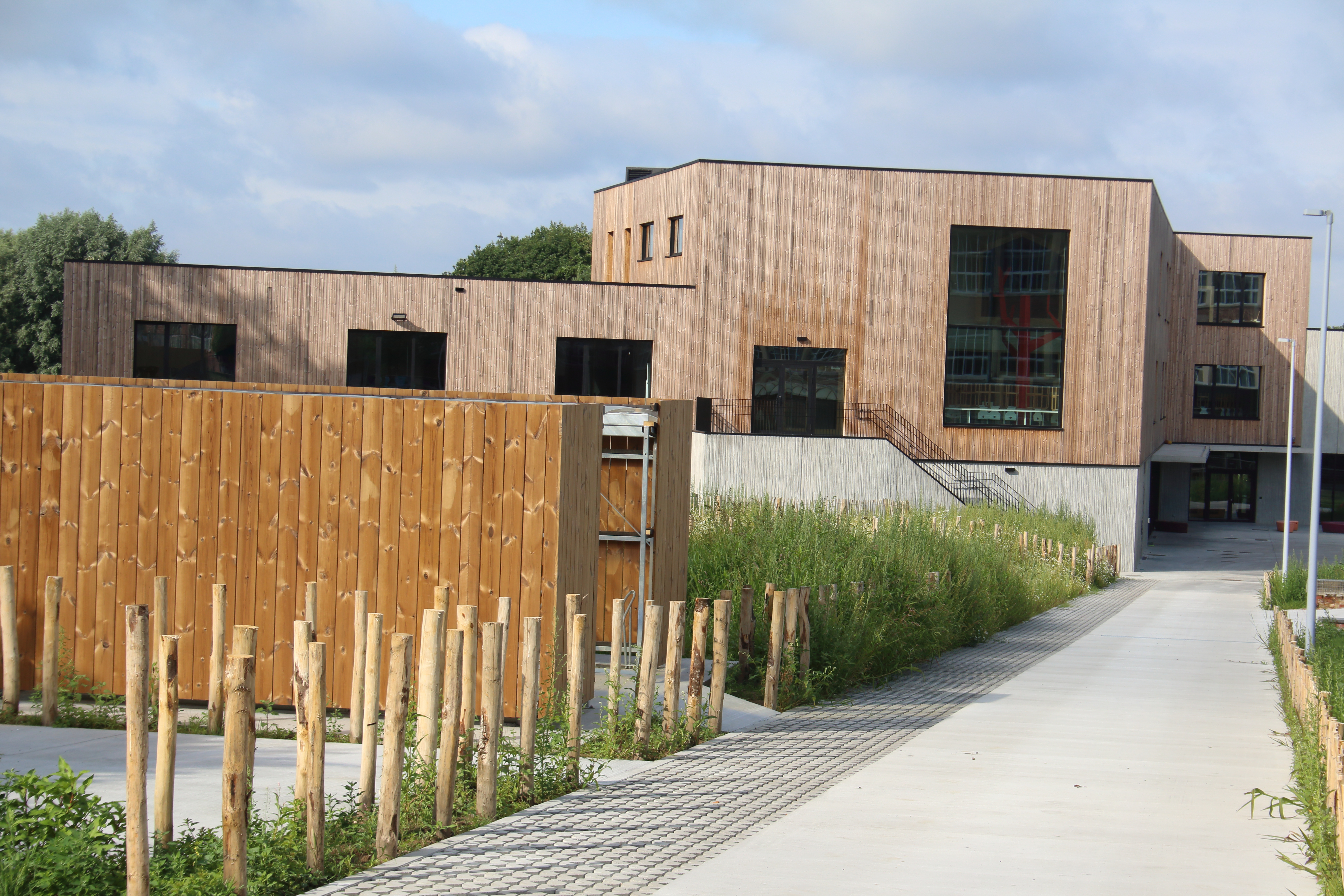

Bekendste oud-leerling is Jean Blaute, muzikant, maar ook Willy Herteleer, voormalig stafchef van het Belgische leger, Herman De Loor, burgemeester van Zottegem en voormalig volksvertegenwoordiger, en Kurt De Loor, volksvertegenwoordiger voor sp.a, waren leerlingen aan het koninklijk atheneum.
Minister van Staat Louis Tobback was in een vorig leven even leraar Frans aan het Zottegemse atheneum.